# توماس كلارك تريمبل الثالث
توماس كلارك تريمبل الثالث (بالإنجليزية: Thomas Clark Trimble III)‏ (و. 1878 – 1965 م)هو محامي، وقاضي من الولايات المتحدة الأمريكية .
وهو عضو في الحزب الديمقراطي الأمريكي .